# 360 gradi (Scialpi)
360 gradi è un album del cantante Scialpi pubblicato nel 1992, ultimo lavoro dell'artista per l'etichetta RCA.
L'album è uscito dopo la partecipazione di Scialpi al Festival di Sanremo 1992 col brano È una nanna, che non arrivò in finale. I singoli estratti sono: È una nanna / È una nanna (reprise) e Boom boom / Sesso o esse. Contiene inoltre El deseo versione spagnola del brano di successo A... Amare.

## Tracce
1. Credo
2. Sesso... O.Esse
3. In questa notte che...
4. Boom boom
5. El deseo (A... Amare)
6. È una nanna
7. Futuro non ho
8. Tempi duri
9. Ed io non piango +
10. È una nanna (reprise)